# فريق إسكري للاستعراض الجوي
فريق إسكري للاستعراض الجوي، المعروف بأسم (الشرر الأبيض والأحمر) (بالإنجليزية: Team Iskry)‏. هو فريق استعراض هوائي من القوات الجوية البولندية.

## التأسيس
تأسست في الأصل في عام 1969 في 60 جناح التدريب في رادوم تحت اسم Rombik ، طار الفريق أربعة TS-11 Iskras. نما الفريق إلى تسعة طيارين بين عامي 1993 و 1998 وتم إعادة تسويته إلى 1 مركز التدريب الجوي في دبلين. حاليا الفريق يحلق 7 طائرات.